# Steve Khan
Steve Khan (født 28. april 1947 i Los Angeles, Californien) er en amerikansk jazzguitarist.
Khan har spillet med en mængde musikere såsom Steely Dan, Billy Joel, Jack DeJohnette, Hubert Laws, Billy Cobham, Michael Franks, James Brown, Maynard Ferguson og Weather Update.
Han dannede gruppen Eyewitness, som i starten bestod af Steve Jordan, Anthony Jackson og Manolo Badrena.
Senere blev Jordan skiftet ud med Dave Weckl, og Weckl igen med Dennis Chambers.
Denne gruppe har indspillet nogle interessante plader i en jazzfusioneret elektrisk stil, med en blanding af standardnumre og originale kompositioner.
Kahn, der spiller i en enkel gennemsigtig lyrisk fusioneret stil mellem jazz og rock, er søn af tekstforfatteren Sammy Chan.